# Charmes, Aisne
Charmes är en kommun i departementet Aisne i regionen Hauts-de-France i norra Frankrike. Kommunen ligger  i kantonen La Fère som ligger i arrondissementet Laon. År 2022 hade Charmes 1 596 invånare.

## Befolkningsutveckling
Antalet invånare i kommunen Charmes
Referens: INSEE